# Geometria eliptyczna

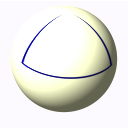
Trójkąt na płaszczyźnie sferycznej

Geometria eliptyczna – jeden z rodzajów geometrii nieeuklidesowej, szczególny przypadek geometrii Riemanna dla stałej i dodatniej krzywizny. Zakłada się, że każde dwa punkty jednoznacznie wyznaczają prostą; tym właśnie geometria eliptyczna różni się od geometrii sferycznej, w której para punktów antypodycznych nie ma tej właściwości.

## Konstrukcja
Rezygnacja z postulatu równoległości geometrii euklidesowej daje możliwość przyjęcia, że przez punkt nieleżący na danej prostej nie przechodzi żadna prosta rozłączna z daną (drugą możliwością jest przyjęcie, iż takich prostych może być więcej niż jedna). W konsekwencji każde dwie proste przecinają się w pewnym punkcie, przez co brak tu pojęcia równoległości. Ponieważ proste w tej geometrii są topologicznie tożsame z okręgiem, zmiany wymagają również aksjomaty porządku na prostej, np. poprzez zastąpienie relacji leżenia między za pomocą relacji rozdzielania.
Powyższe zmiany dają „jedynie” geometrię rzutową, jednak przyjęcie pozostałych, odziedziczonych pojęć i aksjomatów geometrii euklidesowej, w tym prostopadłości i przystawania daje geometrię eliptyczną (wymaga się więc pojęcia metryki, iloczynu skalarnego, czy prostopadłości).

## Model sferyczny
Punktem geometrii eliptycznej w tym modelu jest para dwóch punktów antypodycznych trójwymiarowej przestrzeni euklidesowej (tzn. leżących po przeciwnych stronach wybranej sfery). Płaszczyzną jest zbiór wszystkich takich par, a prostą zbiór takich par na kole wielkim przecinającym sferę. Jako że każde dwa różne wielkie koła zawsze przecinają się w punktach antypodycznych, więc każde dwie różne proste eliptyczne przecinają się dokładnie w jednym punkcie płaszczyzny eliptycznej, czyli proste rozłączne nie istnieją. Odcinkiem, czyli najkrótszym łukiem między dwoma punktami, jest zawsze łuk koła wielkiego (łuki innych kół nie są odcinkami w tym modelu), a suma kątów w trójkącie sferycznym jest zawsze większa od 180°.